# District régional de Cariboo
Pour les articles homonymes, voir Cariboo (homonymie).
Le District régional de Cariboo en Colombie-Britannique est situé dans le centre de la province. Il est entouré par le district régional de Bulkley-Nechako et celui de Fraser-Fort George au nord, par le district régional de Central Coast et celui de Mount Waddington à l'ouest, par le district régional de Thompson-Nicola à l'est et par le district régional de Squamish-Lillooet et celui de Comox-Strathcona au sud. Le siège du district régional se situe à Williams Lake.
Douze directeurs électoraux et quatre directeurs municipaux dirigent le district régional de Cariboo. Les directeurs électoraux sont élus par les électeurs et les directeurs municipaux sont désignés par leurs conseils municipaux. Tous les directeurs ont un mandat de trois ans.
Le district régional de Cariboo dessert un réseau régional de bibliothèques, d'aires récréatives et certains services locaux de lutte contre les incendies.

## Villes principales
- 70 Mile House
- Alexandria
- Alexis Creek
- Anahim Lake
- Horsefly
- Kersley
- Lac La Hache
- Likely
- Lone Butte
- McLeese Lake
- Nazko
- Nimpo Lake
- 100 Mile House
- Riske Creek
- Quesnel
- Tatla Lake
- Wells
- Williams Lake

## Routes principales
Routes principales traversant Cariboo:
- Highway 20
- Highway 24
- Highway 26
- Highway 97